# Verolengo
Verolengo est une commune italienne de la ville métropolitaine de Turin dans la région Piémont en Italie.

## Administration
| Période                                  | Période | Identité      | Étiquette | Qualité |
| ---------------------------------------- | ------- | ------------- | --------- | ------- |
|                                          |         | Luigi Borasio |           |         |
| Les données manquantes sont à compléter. |         |               |           |         |

### Hameaux
Arborea, Benne, Borgo Revel, Busignetto, Casabianca, Madonnina, Rolandini, Sbarro Valentino

### Communes limitrophes
Saluggia, Rondissone, Chivasso, Crescentino, Torrazza Piemonte, Brusasco, Monteu da Po, San Sebastiano da Po, Lauriano

## Origines
L'origine du nom Verolengo semble être liée aux nombreux élevages de porcs (verro, également présents sur les armoiries) du territoire. Selon d'autres interprétations, le verro sur les armoiries a été choisi par assonance avec le nom de la municipalité, qui serait liée aux anciennes colonies de la population barbare des Eruli (d'où Verulengum).

## Monuments et lieux d'intérêt

### Le sanctuaire de la Madonnina
Le sanctuaire de la Madonnina est situé dans le hameau du même nom (la Madonnina). Splendide exemple d'architecture néoclassique. Des traces de son origine sont cachées à l'intérieur.
Au centre du maître-autel, au-dessus du tabernacle, se dresse une petite fresque, représentant la Vierge à l'Enfant, probablement la Sainte Vierge d'Oropa, en raison de sa couleur sombre, avec S. Carlo Borromeo à gauche et à droite Saint Antoine de Padoue. Par un artiste inconnu, il existait déjà à la fin du XVIIe siècle: à cette époque, le tableau constituait la partie supérieure de l'un des nombreux piliers que l'on retrouve encore aujourd'hui dans nos campagnes. Le simulacre est à la fois à l'origine du sanctuaire et de sa renommée thaumaturgique. La tradition veut qu'un prêtre, un certain Don Bracco, ait été jeté de la selle par le cheval en fuite et, avec un pied emmêlé dans un étrier, traîné sur une longue distance, jusqu'à ce que, juste devant le pylône, l'animal s'arrête et le prêtre, qui est resté miraculeusement indemne malgré la mauvaise aventure, a remercié la Vierge pour la fuite étroite; en signe de gratitude, il fit insérer le signe à l'intérieur d'une chapelle. Cependant, il est rapidement devenu insuffisant pour la grande concurrence des fidèles et des dévots et a donc été démoli et agrandi. Le besoin d'un bâtiment encore plus spacieux est devenu pressant à la fin du XVIIIe siècle, mais les travaux, bien que commencés, n'ont pas eu lieu pour de nombreuses raisons et n'ont repris que quelques décennies plus tard, à partir de 1834; continua, avec des interruptions, jusqu'en 1851, date à laquelle l'église fut consacrée par Mgr Moreno, évêque d'Ivrée et se termina définitivement en 1861, année de la mise en place de la grande porte d'entrée, construite aux frais du curé Don Viora.

### Église de San Giovanni Battista
L'église San Giovanni Battista est située sur la place principale de la ville (Piazza IV Novembre) qui représente l'interjonction entre le decumanus et le cardo de l'ancien camp romain). Sur la place, en face de la plus ancienne maison de la ville, dont la tradition et l'histoire disent appartenir au gouverneur romain. L'église, de style néoclassique, est structurée sur trois nefs et est recouverte extérieurement de marbre blanc même si la façade était à l'origine en briques apparentes. Le clocher a une silhouette solide et imposante et est équipé d'une horloge électromécanique à quatre quadrants. À l'intérieur, de nombreux autels ornent les parois latérales. Ils sont dédiés à Santa Apollonia, Santa Lucia, Sant’Agata et Santa Libera, suivis de celui dédié à la Madonna del Rosario, à Sant’Orsola et, dans le mur du fond de la nef, à Santa Maria Assunta. De l'autre côté, c'est-à-dire à droite du maître-autel et sur le mur du fond de la même nef, on peut voir l'autel dédié à San Sebastiano, puis celui de San Nicola, puis les autels du Sacré-Cœur, de San Giuseppe et enfin de Sant «Anthony de Padoue. La via crucis, œuvre des peintres Verolenghese Amedeo et Francesco Augero, mérite également l'attention. L'église était à l'origine dédiée à Santa Maria di Piazza (ou degli Angeli) et ce n'est qu'au XIXe siècle qu'elle fut dédiée à San Giovanni Battista, saint patron de la ville.

### Église de San Michele
Cette église est de style baroque piémontais et donne sur le presbytère de l'église de San Giovanni Battista. Aucun document ne nous raconte l'histoire de sa construction même si la date de 1523 est gravée à la base du maître-autel. du village le soir du Vendredi saint. À droite de l'entrée, un kiosque à journaux abrite l'image d'un enfant souriant: c'est Maria Child, protectrice des enfants, à qui les arcs des nouveau-nés de la ville sont apportés en ex-voto. L'église abrite également une confrérie du même nom qui s'occupe de son entretien: les frères sont commémorés dans des messes périodiques au cours desquelles ils prient pour le salut de leur âme.

### L'église de la Sainte Trinité
L'église de la Sainte Trinité de style baroque a été construite en 1744 grâce au soutien des comtes de Verulfo, sur la base d'une conception de l'architecte Carlo Cerrone qui a probablement élaboré une conception de Juvarra. L'intérieur est très simple, structuré en une seule nef et une peinture impressionnante d'Amedeo Augero trouve de la place dans le chœur. Le Pape Paul V a accordé l'indulgence plénière à ceux qui sont allés en pèlerinage dans cette église. L'église abrite également une confrérie du même nom qui s'occupe de son entretien: les frères sont commémorés dans des messes périodiques au cours desquelles ils prient pour le salut de leur âme.

### La tour de la fille violoniste
La tour de la fille violoniste est située dans le hameau de Madonnina. C'est un bâtiment construit vers l'an 1000. Le nom sous lequel il est connu vient d'une curieuse légende qui a pour protagoniste une noble fille passionnée par le violon enfermée là-bas par son père pour être tombée amoureuse d'un roturier (peut-être un garçon d'écurie). Une autre légende parle de mystérieux passages souterrains qui relieraient le bâtiment à d'autres sites historiques de la région. Parmi les invités qui auraient séjourné dans le bâtiment, on se souvient d'Oscar Marlier, un aventurier voyageur belge qui l'avait loué pendant un certain temps dans les premières décennies des années 1900. Collectionneur passionné de cartes postales, il a rempli les murs dont il ne reste plus que maintenant. Papiers ruinés (parmi lesquels le plus en bon état est un calendrier de 1917!). Actuellement[Quand ?], le bâtiment appartient aux époux Rosa-Tione.

## Personnes liées à Verolengo
- Amedeo Augero, peintre
- Francesco Augero, peintre et aventurier
- Francesco Crispi, patriote et homme politique
- Fabrizio Spegis, historien et écrivain